# Revolver Nirbheek
Le revolver Nirbheek (நிர்பீக், « pistolet l'Intrépide ») est une arme de poing à barillet de six coups conçue, fabriquée et vendue depuis janvier 2014 par l'usine d'armement de Kanpur (Inde), une succursale de l'entreprise d'état Indian Ordnance Factories. Cette arme individuelle a été présentée (en particulier après l'affaire du viol collectif de New Delhi de décembre 2012 et la forte réaction de l'opinion publique consécutive) comme un des modes de prévention possibles contre les nombreux viols en réunion sur la voie publique dont sont victimes les femmes indiennes.

## Description

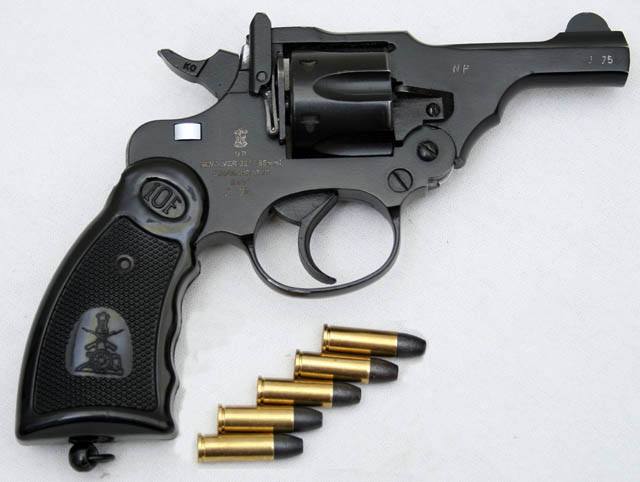
Le Nirbheek est la version civile du revolver IOF .32 de la police indienne.

Ce revolver destiné en principe à la défense rapprochée d'une femme contre 1 à 6 agresseurs est de couleur noire, mince, et léger (500 g) grâce à sa carcasse en alliage de titane. Le choix dans ce cas précis d'un revolver plutôt que d'un pistolet est justifié : simplicité de maniement, plus grande fiabilité du mécanisme de répétition et faible fréquence des incidents d'alimentation et de mise à feu.
Mais le mécanisme d'armement est du type simple action : s'il est de maniement plus sûr, il imposera à la victime d'une agression de garder absolument son sang froid et d'armer obligatoirement le chien du revolver avant chaque tir.
Selon un de ses arguments de vente, le Nirbheek peut facilement être porté dans un sac à main. En réalité, le volume important de la crosse (d'ailleurs trop massive pour la main d'une femme) du Nirbheek, son gros anneau de crosse, son grand chien et ses organes de visée proéminents ne faciliteront certainement ni le transport ni l'extraction rapide d'un sac à main.

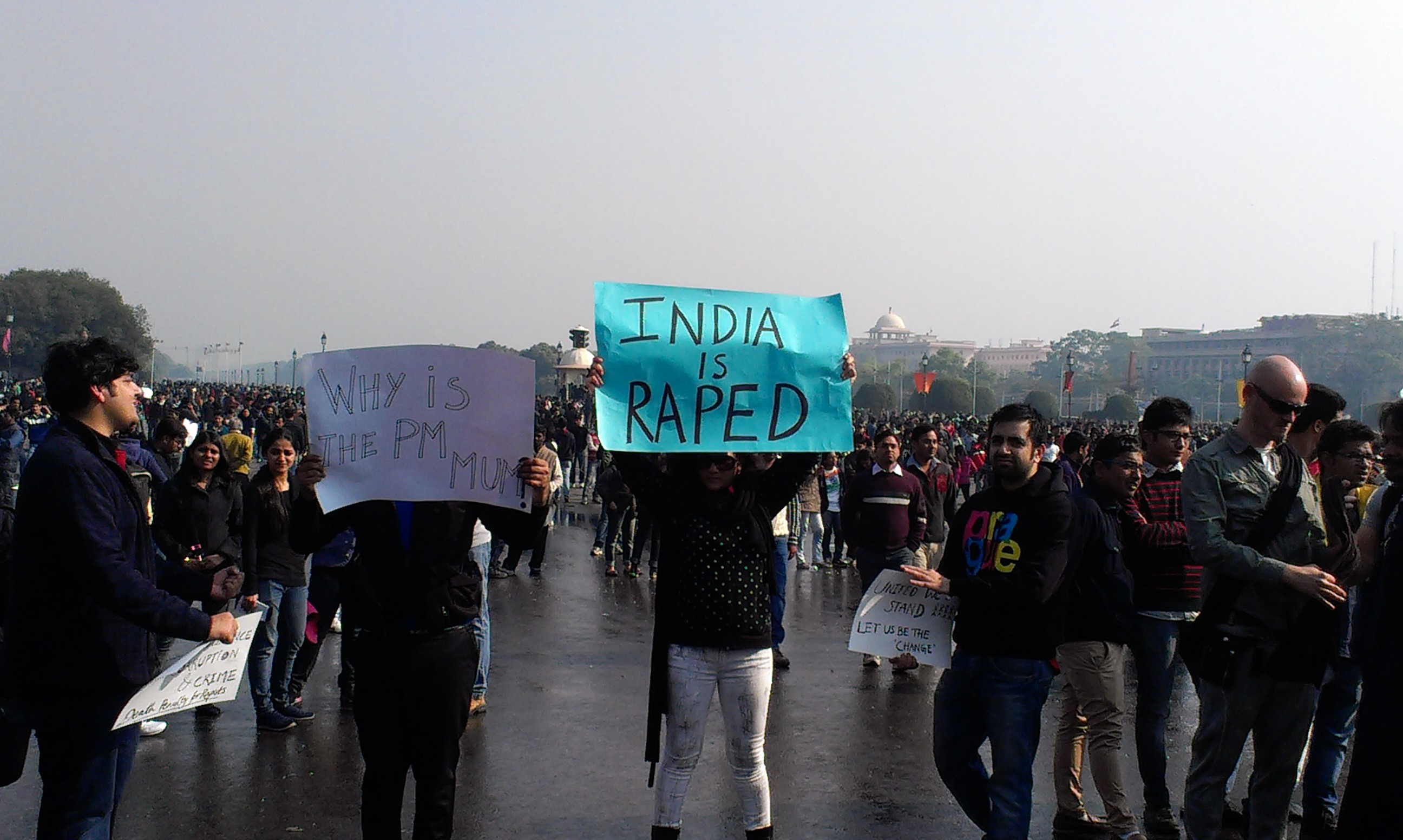
Grande manifestation d'étudiants contre le viol dans l'après-midi du 22 décembre 2012, sur le boulevard cérémonial Rajpath à New Delhi. Noter le grand nombre d'hommes, les femmes en pantalon et les pancartes signifiant : « C'est l'Inde qui est violée » et « Pourquoi le parlement reste-t-il silencieux ? »

La munition est la cartouche .32 S&W Long (7,65x23 R) . La balle de calibre 7,9 mm, et du poids standard de 6g, aura, en sortant du canon court (3 inches, soit 76 mm environ) du Nirbheek une vélocité d'environ 200 m/s et une énergie d'environ 120 joules, pouvoir d'arrêt suffisant pour stopper un agresseur de taille moyenne à faible distance (1 à 5 mètres). Par ailleurs la détonation et le recul seront d'intensité moyenne, et tolérés par une femme.
L'élégance des plaquettes de crosse en bois et de l'étui de cuir marron doublé de velours dans lequel est livré l'arme est aussi selon la direction d'IOF un bon argument de vente.

## Obstacles à la diffusion du Nirbheek
L'Intrépide, « le 1er revolver pour femmes de l'Inde », a bénéficié d'une campagne de promotion (l'arme porte le pseudonyme sous lequel était connue dans les médias la victime de l'affaire du viol collectif de New Delhi de décembre 2012) mais de nombreux inconvénients expliquent que seulement une dizaine de Nirbheek aient été vendus par IOF.

### Obstacles pratiques
Sur le plan technique : l'encombrement de l'arme, son design obsolète et son système simple-action sont mentionnés supra (§ Description). Par ailleurs le prix de vente du Nirbheek est de Rs 122 360, soit environ US$ 2 000 ; seules les femmes des classes riches pourraient donc envisager de l'acheter : or ce sont elles qui peuvent se déplacer en voitures particulières avec chauffeur et gardes, à l'inverse des femmes pauvres, qui sont, elles, astreintes à sortir fréquemment dans la rue et à utiliser les transports collectifs. Pour ces femmes, le prix du Nirbheek, bien supérieur à un salaire annuel, sera prohibitif.
Par ailleurs la délivrance des permis de port d'armes est fortement contingentée en Inde, et dans la pratique une femme a bien peu de chances d'obtenir un tel permis.

### Obstacles éthiques et culturels
Répondant à la communication d'IOF (selon laquelle le port d'une arme à feu donnerait confiance aux femmes et serait dissuasif), les associations féminines et les groupes de lutte contre les armes se sont opposés dès le début de 2014 à la diffusion du Nirbheek : non seulement elle apparaissait comme une démarche de marketing opportuniste et une insulte à la mémoire de la victime de l'affaire du viol collectif de New Delhi, mais il était fort à craindre qu'une victime d'agression par acteurs multiples, si elle était armée, soit de toutes façons débordée par le nombre d'assaillants et systématiquement torturée à mort après les viols,. 

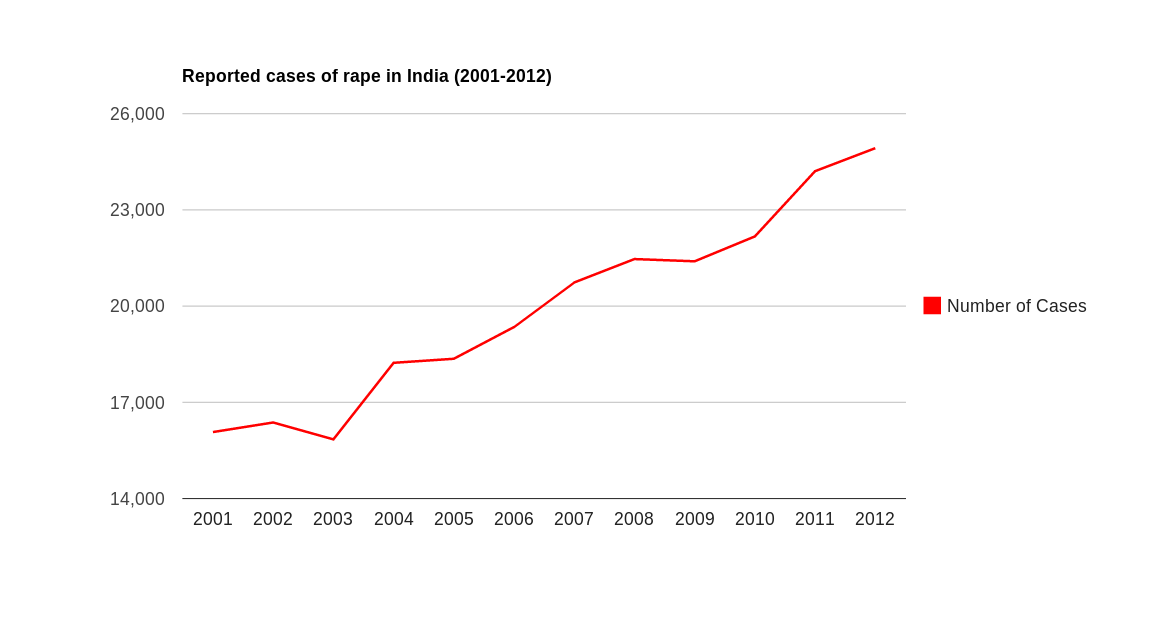
Courbe montrant l'évolution du nombre officiel de viols en Inde dans les dernières années (environ 25 000 en 2013)

Le Nibheek étant produit par une firme d'État, il a aussi été reproché au gouvernement indien de présenter un revolver valant US$ 2 000 comme la solution à un problème dont les racines sont en fait profondément implantées dans le machisme de la société indienne.
On sait que la Haut-Commissaire des Nations unies aux droits de l’homme Navanethem Pillay, de nationalité sud-africaine et d'origine indienne, a demandé au gouvernement indien que soit instauré en urgence un débat approfondi sur le problème national que sont les violences sexuelles faites aux femmes, tout en estimant que « la peine de mort n'est pas la solution »,.